# جام باشگاه‌های اروپا ۸۷–۱۹۸۶
جام باشگاه‌های اروپا ۸۷–۱۹۸۶، سی و دومین فصل رقابت‌های فوتبال جام باشگاه‌های اروپا بود. پورتو پرتغال با برتری مقابل بایرن مونیخ آلمان در ضربات پنالتی، برای اولین بار فاتح این رقابت‌ها شد.

## دور اول
| تیم ۱            | نتیجه‌نهایی  | تیم ۲         | بازی رفت | بازی برگشت |
| ---------------- | ----------- | ------------- | -------- | ---------- |
| پاری سن ژرمن     | ۲–۳         | Vítkovice     | ۲–۲      | ۰–۱        |
| پورتو            | ۱۰–۰        | Rabat Ajax    | ۹–۰      | ۱–۰        |
| بروندبی          | ۶–۳         | بوداپست هونود | ۴–۱      | ۲–۲        |
| اورگریته         | ۳–۷         | دینامو برلینر | ۲–۳      | ۱–۴        |
| بشیکتاش          | ۳–۰         | دینامو تیرانا | ۲–۰      | ۱–۰        |
| آپوئل            | ۳–۳ (گ.خ.خ) | هلسینکی       | ۱–۰      | ۲–۳        |
| شامروک روورز     | ۰–۳         | سلتیک         | ۰–۱      | ۰–۲        |
| Beroe            | ۱–۳         | دینامو کی‌یف   | ۱–۱      | ۰–۲        |
| پی‌اس‌وی آیندهوون  | ۰–۲         | بایرن مونیخ   | ۰–۲      | ۰–۰        |
| Avenir Beggen    | ۰–۶         | آستریا وین    | ۰–۳      | ۰–۳        |
| اندرلشت          | ۳–۱         | گورنیک زابژه  | ۲–۰      | ۱–۱        |
| استوا بخارست     | (w/o)       | لیورپول       | –        | –          |
| روزنبورگ         | ۲–۱         | لینفیلد       | ۱–۰      | ۱–۱        |
| ستاره سرخ بلگراد | ۴–۲         | پاناتینایکوس  | ۳–۰      | ۱–۲        |
| یانگ بویز برن    | ۱–۵         | رئال مادرید   | ۱–۰      | ۰–۵        |
| یوونتوس          | ۱۱–۰        | Valur         | ۷–۰      | ۴–۰        |

(w/o) لیورپول به دلیل محرومیت از ورود باشگاه‌های انگلیسی به رقابت‌های اروپایی به دلیل فاجعه ورزشگاه هیسل در سال ۱۹۸۵، نتوانست این دیدار را انجام دهد.

## دور دوم
| تیم ۱       | نتیجه‌نهایی  | تیم ۲            | بازی رفت | بازی برگشت |
| ----------- | ----------- | ---------------- | -------- | ---------- |
| Vítkovice   | ۱–۳         | پورتو            | ۱–۰      | ۰–۳        |
| بروندبی     | ۳–۲         | دینامو برلینر    | ۲–۱      | ۱–۱        |
| بشیکتاش     | (w/o)1      | آپوئل            | –        | –          |
| سلتیک       | ۲–۴         | دینامو کی‌یف      | ۱–۱      | ۱–۳        |
| بایرن مونیخ | ۳–۱         | آستریا وین       | ۲–۰      | ۱–۱        |
| اندرلشت     | ۳–۱         | استوا بخارست     | ۳–۰      | ۰–۱        |
| روزنبورگ    | ۱–۷         | ستاره سرخ بلگراد | ۰–۳      | ۱–۴        |
| رئال مادرید | ۱–۱ (۳–۱ پ) | یوونتوس          | ۱–۰      | ۰–۱        |

## یک‌چهارم نهایی
| تیم ۱            | نتیجه‌نهایی  | تیم ۲       | بازی رفت | بازی برگشت |
| ---------------- | ----------- | ----------- | -------- | ---------- |
| پورتو            | ۲–۱         | بروندبی     | ۱–۰      | ۱–۱        |
| بشیکتاش          | ۰–۷         | دینامو کی‌یف | ۰–۵      | ۰–۲        |
| بایرن مونیخ      | ۷–۲         | اندرلشت     | ۵–۰      | ۲–۲        |
| ستاره سرخ بلگراد | ۴–۴ (گ.خ.خ) | رئال مادرید | ۴–۲      | ۰–۲        |

## نیمه‌نهایی
| تیم ۱       | نتیجه‌نهایی | تیم ۲       | بازی رفت | بازی برگشت |
| ----------- | ---------- | ----------- | -------- | ---------- |
| پورتو       | ۴–۲        | دینامو کی‌یف | ۲–۱      | ۲–۱        |
| بایرن مونیخ | ۴–۲        | رئال مادرید | ۴–۱      | ۰–۱        |

## فینال

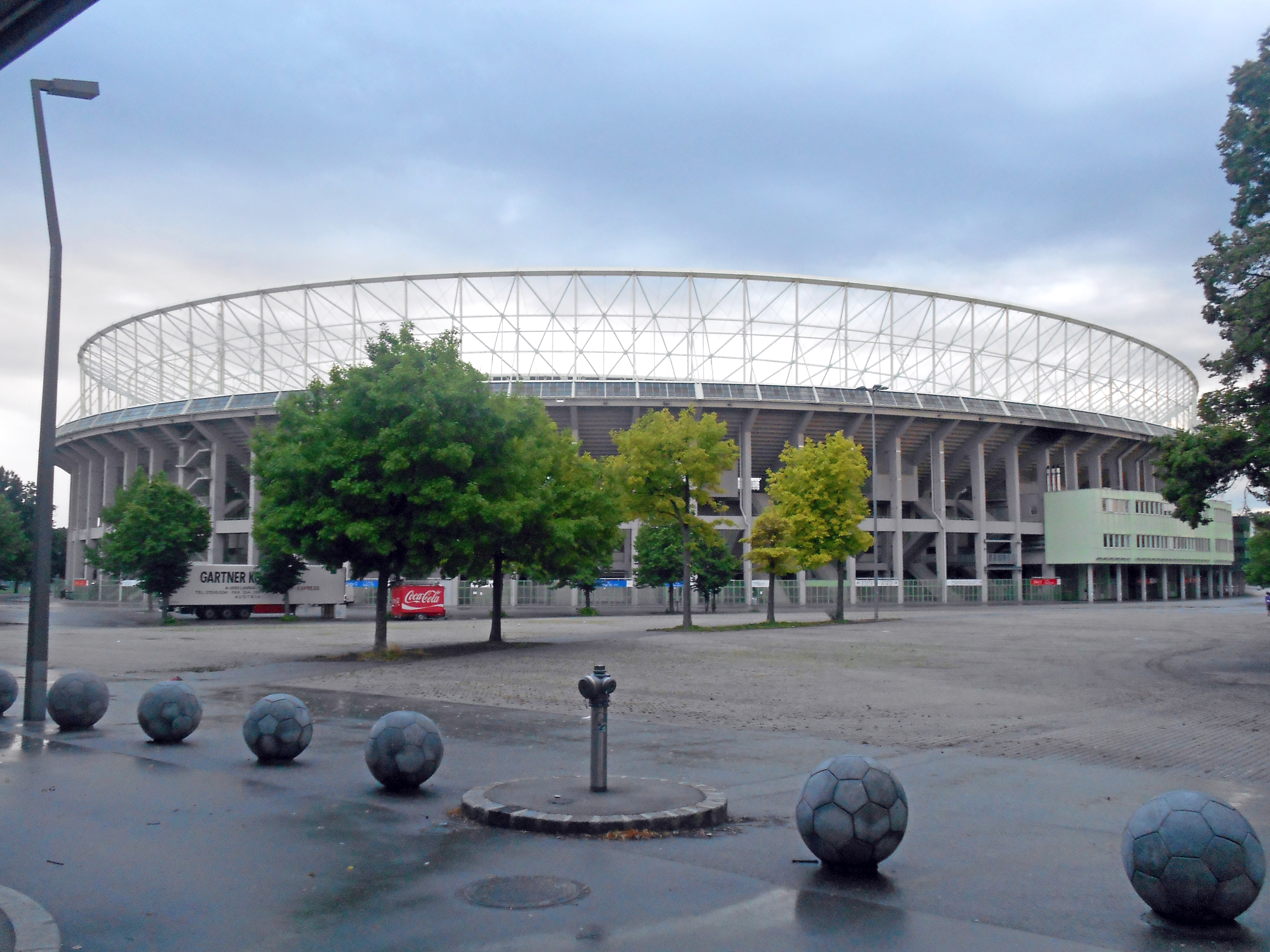
بیرون ورزشگاه ارنست هاپل

| پورتو                     | ۲–۱               | بایرن مونیخ |
| ------------------------- | ----------------- | ----------- |
| رابح ماجر ۷۹' · جورای ۸۱' | گزارش MatchCentre | Kögl ۲۴'    |

## قهرمان
| قهرمان جام باشگاه های اروپا ٨٧-١٩٨۶ |
| ----------------------------------- |
| پورتو                               |
| اولین قهرمانی                       |

## گلزنان برتر
| رتبه | بازیکن             | باشگاه           | گل |
| ---- | ------------------ | ---------------- | -- |
| ۱    | Borislav Cvetković | ستاره سرخ بلگراد | ۷  |
| ۲    | اولگ بلوخین        | دینامو کی‌یف      | ۵  |
| ۲    | امیلیو بوتراگوئنو  | رئال مادرید      | ۵  |
| ۲    | فرناندو گومز       | پورتو            | ۵  |
| ۲    | میکل لادروپ        | یوونتوس          | ۵  |
| ۲    | Vadym Yevtushenko  | دینامو کی‌یف      | ۵  |
| ۷    | António André      | پورتو            | ۴  |
| ۷    | لوتار ماتئوس       | بایرن مونیخ      | ۴  |
| ۷    | رولاند فولفارث     | بایرن مونیخ      | ۴  |
| ۱۰   | Celso              | پورتو            | ۳  |
| ۱۰   | Mo Johnston        | سلتیک            | ۳  |
| ۱۰   | رابح ماجر          | پورتو            | ۳  |
| ۱۰   | Mitar Mrkela       | ستاره سرخ بلگراد | ۳  |
| ۱۰   | تونی پولستر        | آستریا وین       | ۳  |
| ۱۰   | هوگو سانچز         | رئال مادرید      | ۳  |
| ۱۰   | Jiří Šourek        | Vítkovice        | ۳  |
| ۱۰   | Pavlo Yakovenko    | دینامو کی‌یف      | ۳  |